# Novgorodska republika
Novgorodska republika (rusko Новгородская республика, Novgorodskaja respublika, starovzhodnoslovansko Новгородскаѧ землѧ, Novgorodskaę zemlę, latinsko Novogardia) ali Novgorodska Rusija (rusko Новгородская Русь, Novgorodskaya Rus') je bila srednjeveška država, ki je obstajala od 12. do 15. stoletja in se raztezala od Finskega zaliva na zahodu do severnega Urala na vzhodu, vključno z mestom Novgorod in pokrajinami okoli Ladoškega jezera  v sedanji Rusiji. Državljani so svoje mesto-državo imenovali »Njegovo veličanstvo, gospod Veliki Novgorod« (Gosudar Gospodin Veliki Novgorod) ali pogosteje »Gospod Veliki Novgorod« (Gospodin Veliki Novgorod). Republika je uspevala kot najvzhodnejša trgovska postojanka Hanzeatske lige, njeni prebivalci, Slovani, Balti in Finci, pa so bili pod velikim vplivom kulture Vikingov-Varjagov in Bizantincev.

## Zgodovina
Novgorod je bil naseljen z različnimi slovanskimi, finskimi in baltskimi plemeni, ki so se med seboj stalno vojskovala za prevlado. V začetku 9. stoletja so se ta plemena združila in se poskušala s pogajanji pobotati. Novgorodska prva kronika, zbirka zapisov, ki prikazujejo zgodovino Novgoroda od leta 1016 do 1471, navaja, da so ta plemena želela »najti kneza, ki bi jim lahko vladal in sodil po zakonu«. Novgorodska Rusija in njeni prebivalci so bili pod velikim vplivom Vikingov in vikinške kulture.

### Novgorodska republika
V poznem 11. stoletju se je moč Novgoroda dovolj okrepila, da je začel uveljavljati svoja pravila in zavračati politično odvisnost od Kijeva.
Med Rusi so ravno Novgorodci prvi dosegli območja med Arktičnim oceanom in Oneškim jezerom. Natančnega poročila o tem, kdaj so prišli do rek, ki tečejo proti Arktiki, ni, kronike pa omenjajo, da je ena od odprav dosegla reko Pečoro najkasneje leta 1032. Trgovanje s plemeni iz Jugre se je začelo že leta 1096.
Kronike navajajo tudi to, da so Novgorodci plačevali davek kijevskim knezom do leta 1113. Nekaj časa po tem se je zdelo, da je uprava kneževine dozorela. Novgorodski tisjačniki in posadniki so imenovali mestne bojarje in pobirali davke za upravo na ozemljih, ki so jih posedovali. Listina iz 1130. let omenja 30 upravnih mest na novgorodskem ozemlju, kjer so redno pobirali davke in jih desetino pošiljali novgorodskemu škofu. V 12. stoletju je Novgorod uporabljal trgovsko pot Baltik-Volga-Kaspijsko jezero ne samo za trgovanje, ampak tudi za dovažanje hrane iz rodovitnega porečja Oke.
Rostov-Suzdal je obsegal ozemlje pomembnega porečja Oke in dežele ob vitalni reki Šeksni, pritoku v severnem toku Volge. Kdor je nadziral to reko, je lahko blokiral oskrbo s hrano, kar bi povzročilo lakoto v Novgorodu. Novgorod je morda ravno zaradi teh strahov leta 1134 neuspešno napadel Suzdal. Leta 1149 je poskusil znova in uspel. Mogoče je tudi, da je Novgorod v želji, da bi pomiril Suzdal, sprejel nekatere Suzdalce za vladarje Novgoroda. Suzdal je kljub temu še dvakrat blokiral trgovanje z Novgorodom in prestregel novgorodske davke.
Leta 1136 so Novgorodci odpustili kneza Vsevoloda Mstislaviča in v naslednjem stoletju in pol vabil in odpuščali številne kneze. Povabila ali odpuščanja so pogosto temeljila na tem, kdo je v tistem času vladal v Kijevski Rusiji, in ne na neodvisnem razmišljanju Novgoroda.
Mesto Pskov, sprva del Novgorodske republike, je imelo dejansko neodvisnost že v 13. stoletju, potem ko je odprlo trgovsko postajo za trgovce Hanzeatske lige. Več knezov, kot sta bila Vsevolod Mstislavič (pred 1117–1138) in Dovmont (okoli 1240–1299), je vladalo v Pskovu brez upoštevanja ali posvetovanja s knezom ali drugimi uradniki v Novgorodu. Neodvisnost Pskovske republike je bila priznana z Bolotovskim sporazumom  leta 1348. Novgorodski nadškof je kljub temu še naprej vodil cerkev v Pskovu in je do leta 1589 obdržal naziv "nadškof Velikega Novgoroda in Pskova". Republika je bila v 14. in 15. stoletju predmet političnega rivalstva med Poljsko in Litvo na eni strani ter Veliko moskovsko kneževino na drugi. 
V 12.–15. stoletju se je Novgorodska republika razširila proti vzhodu in severovzhodu. Novgorodci so raziskovali območja okoli Oneškega jezera ob Severni Dvini in obale Belega morja. V začetku 14. stoletja so raziskovali Arktični ocean, Barentsovo morje, Karsko morje in zahodno sibirsko reko Ob. Dežele severno od Novgoroda, ki so bile med drugim bogate s krznom, morsko favno in soljo, so imele velik gospodarski pomen za Novgorodce, ki so se v poznem 14. stoletju vojskovali v dolgem nizu vojn z Moskvo, da bi obdržali te dežele. Njihova izguba bi za mesto in njegove prebivalce pomenila gospodarski in kulturni propad. Pravzaprav je ravno končni poraz v teh vojnah povzročil propad Novgorodske republike.

### Padec republike
Tver, Velika moskovska kneževina in Litva so se od 14. stoletja borile za nadzor nad Novgorodom in njegovim ogromnim bogastvom. Ko je Mihail Jaroslavič postal veliki knez Vladimirja, je v Novgorod poslal svoje guvernerje. Niz nesoglasij z Mihailom Tverskim je med vladavino velikega moskovskega kneza Jurija Daniloviča spodbudil Novgorod k tesnejšim vezem z Moskvo. Ker je Tverska kneževina mejila na Novgorodsko in bila bliže kot Moskva, so se v Novgorodu bali, da jih bodo tverski knezi priključili k svoji kneževini. Moskva je bila za Novgorodce sprejemljiva, ker bi jim lahko pomagala v vojni s Tverom, in bila hkrati dovolj daleč, da se ne bi mogla vmešavati v njihove notranje zadeve.
Ko se je Moskovska kneževina okrepila, je za Novgorod postala resne grožnja. Ivan Kalita, Simeon Ponosni in drugi moskovski vladarji so si prizadevali omejiti neodvisnost Novgoroda. Leta 1397 je prišlo do kritičnega spopada med Moskovsko kneževino in Novgorodom, ko je Moskva priključila ozemlje ob Severni Dvini, ki je bilo ključnega pomena za blaginjo Novgoroda. Od tam je namreč prihajala večina krzna. Odvzeto ozemlje je bilo naslednje leto vrnjeno Novgorodu.
V strahu pred Moskvo je Novgorod iskal zavezništvo s Poljsko in Litvo. Večina novgorodskih bojarjev je želela ohraniti neodvisnost republike, saj bi po osvojitvi Novgoroda njihovo bogastvo odteklo k moskovskemu velikemu knezu in njegovim bojarjem, oni sami pa bi propadli. Večina bojarjev ni bila dovolj bogata za financiranje vojne. Po izročilu je bila Marfa Boreckaja, žena posadnika Izaka Boreckega, glavna zagovornica zavezništva s Poljsko in Litvo za rešitev Novgorodske republike. Po izročilu je Boreckaja povabila litovskega kneza Mihaila Olelkoviča in ga prosila, naj postane njen mož in vladar Novgoroda. Sklenila je tudi zavezništvo s poljskim kraljem in velikim litovskim knezom Kazimirjem. Možnost spremembe oblasti v korist Poljske in Litve je med preprostim prebivalstvom povzročila velik nemir. Janet Martin in Gail Lenhoff sta pred kratkim trdili, da je bila Boreckaja grešni kozel, na katerega je želel svojo krivdo prevaliti nadškof Feofil (vladal 1470–1480). Škof je namreč prekršil pogoje Jaželbiškega mirovnega sporazuma, ki je Novgorodu prepovedoval izvajanje zunanje politika brez odobritve velikega kneza.
Vloga Boreckaje je verjetno pretirana, Novgorod pa se je resnično poskušal obrniti na poljskega kralja. Osnutek sporazuma, domnevno najden med plenom po bitki pri reki Šelon, so sestavili Kazimir in Novgorodci.
Moskovske oblasti so v vedenju Novgoroda videle zavračanje Jaželbiškega sporazuma in mu napovedale vojno. Moskovska vojska je odločilno zmagala v bitki pri reki Šelon julija 1471, kar je močno omejilo svobodo delovanja Novgoroda. Mesto je naslednjih sedem let ohranilo formalno neodvisnost, potem pa je knez Ivan III. poslal nadenj vojsko, da ga zavzame. Vojska je ukinila veče (mestni svet) in odstranila njegov zvon, starodavni simbol participativnega upravljanja, civilne družbe in zakonskih pravic. Uničila je knjižnico in mestne arhive, s čimer se je neodvisnost Novgoroda končala. Ivan III. je po prevzemu oblasti zasegel 81,7 % novgorodskega ozemlja. Polovico je obdržal zase, polobvico pa je razdelil svojim zaveznikom. Novgorodska kronika, ki je bila pred padcem Novgoroda kritična do Ivana III., je po padcu dejanje opravičevala z domnevno spreobrnitvijo Novgorodcev v katoliško vero:
Tako je veliki knez Ivan z vso svojo vojsko napredoval proti svoji oblasti Novgorod zaradi uporniškega duha ljudi, njihovega ponosa in spreobrnitve v latinstvo. Z veliko in premočno silo je zasedel celotno ozemlje Novgoroda, od meje do meje, in povsod zadal grozljivo moč svojega ognja in meča.

## Vlada
Mestna država Novgorod je razvila postopke upravljanja, ki so bili po demokratičnosti daleč pred ostalo Evropo, in imeli nekaj značilnosti skandinavskih kmečkih republik. Ljudstvo je imelo pravico voliti mestne uradnike in celo izvoliti in razrešiti kneza. V novgorodskih kronikah je omenjen mestni svet (veče), ki je sprejemal odločitve in v katerem so bili predstavniki vseh družbenih slojev, od posadnikov do najnižjega razreda, tako imenovanih »črnih ljudi«. Natančna organizacija Novgorodske republike ni znana, čeprav so zgodovinske zgodbe ustvarile podobo visoko institucionalizirane mreže javnih zborov in vlade posadnikov (županov), tisočnikov, prvotno vodij mestne milice, pozneje pa sodnih in trgovinskih uradnikov, članov plemiških družin in novgorodskih nadškofov.
Žiga Herberstein, veleposlanik pri moskovskem velikem knezu Vasiliju III. Ivanoviču, je v svojih Moskovskih zapiskih, napisanih vsaj pol stoletja po padcu Novgoroda, Novgorod imenoval republika.
V sovjetskem obdobju Rusije so politični sistem Novgoroda pogosto opisovali kot »fevdalno republiko« in jo umeščali v marksistično zgodovinopisno periodizacijo (suženjstvo – fevdalizem – kapitalizem – socializem – komunizem). Številni sodobni znanstveniki se sprašujejo, ali je Rusija sploh kdaj imela fevdalni politični sistem, ki je bil vzporeden s srednjeveškim zahodnim sistemom.

### Nadškof
Nekateri poznavalci trdijo, da je bil novgorodski nadškof vodja izvršilne veje oblasti, čeprav je težko natančno določiti pristojnost različnih uradnikov. Možno je, da je obstajal »gospodarski svet«, ki ga je vodil nadškof in se je sestajal v nadškofijski palači in približno po letu 1433 v Fasetirani palači.
Izvršni direktorji Novgoroda so bili vedno, vsaj nominalno, novgorodski knezi, ki so jih povabili Novgorodci iz sosednjih držav. Njihova moč je v 13. in zgodnjem 14. stoletju upadla. Ali je bil nadškof pravi vodja ali izvršilni direktor Novgorodske republike, ni jasno, vsekakor pa je bil pomemben mestni uradnik. Nadziral je Cerkev, vodil veleposlaništva, nadziral nekatere sodne zadeve posvetne narave in opravljal druge posvetne naloge. Zdi se, da so sodelovali z bojarji, da bi dosegli soglasje, in skoraj nikoli niso delovali sami. Nadškof ni bil imenovan, ampak so ga izvolili Novgorodci, odobril pa ga je ruski škof metropolit. Nadškofje so bili verjetno najbogatejši posamezni posestniki v Novgorodu, služili pa so tudi s sodnimi taksami, pristojbinami za uporabo uteži in mer na trgu in na druge načine.

### Veče in posadnik
Drug pomemben predstavnik izvršilne oblasti je bil novgorodski posadnik, ki je predsedoval veču, skupaj s prince sopredsedoval sodiščem, nadziral pobiranje davkov in vodil tekoče zadeve v mestu. Večino pomembnejših kneževih odločitev je moral potrditi posadnik. Sredi 14. stoletja je veče namesto enega posadnika začelo voliti šest posadnikov, ki so obdržali svoj status za vse življenje in vsako leto med seboj izvolili glavnega »stopenjskega posadnika«. Posadniki so bili skoraj vedno bojarji, predstavniki najvišje mestne aristokracije.
Natančna sestava novgorodskega veča je negotova, čeprav se zdi, da so bili vanj vključeni tudi predstavniki meščanov in podeželskih svobodnjakov. O tem, ali je šlo za demokratično institucijo ali za nekaj, kar so nadzirali bojarji, so potekale vroče razprave. Veče je pogosto volilo ali vsaj potrjevalo posadnike, tisjacke in celo novgorodske škofe in nadškofe.
V političnih zadevah Novgoroda so sodelovali tudi trgovci in obrtniki. Izročilo pravi, da je imelo mesto pet »koncev« (mestnih četrti), organiziranih po ulicah. Konci in ulice so pogosto imeli imena, ki so kazala na določene obrti, na primer Lončarski konec in Tesarski konec. Trgovci so bili organizirani v združenja, med katerimi sta bili najbolj znani trgovci z voskom (Ivanovih sto) in trgovci, ki so se ukvarjali s prekomorsko trgovino.
Natančna sestava teh novgorodskih organizacij je negotova, kar velja tudi za večino drugih ruskih srednjeveških mest. Povsem mogoče je, da so bili »konci« in »ulice« preprosto soseske in ne cehi ali sindikati. Znano je, da so ulične organizacije gradile cerkve v svojih soseskah in pokopavale mrtve v svojih soseskah med izbruhi kuge, druge dejavnosti pa so negotove.
»Ulice« in »konci« so morda sodelovali pri političnem odločanju v Novgorodu, podpirali določene bojarske frakcije ali ščitili njihove interese. Trgovski »starešine« so navedeni tudi v pogodbah in drugih listinah, vendar obstaja le približno sto teh listin. Pol ducata listin je iz 12. stoletja, medtem ko je večina iz obdobja po letu 1262. Politično strukturo Novgoroda je zaradi pomanjkanja virov težko določiti.

### Knez
Novgorodski knez je bil kljub temu, da njegov položaj ni bil deden in da je bila njegova moč omejena, pomembna oseba v novgorodskem življenju. Od približno 100 novgorodskih knezov so Novgorodci mnoge, če ne večino, povabili ali odpustili. Vsaj nekateri od njih so podpisali pogodbo, imenovano rjad (rusko ряд), ki je ščitila interese novgorodskih bojarjev in določala kneževe pravice in odgovornosti. Rjadi, ohranjeni v arhivih, opisujejo odnos Novgoroda do dvanajstih povabljenih knezov: petih iz Tverja, štirih iz Moskve in treh iz Litve.
V prvi in najpomembnejši funkciji je bil vojskovodja. Bil je tudi pokrovitelj mestnih cerkva in vodja sodišča, čeprav je v njegovi odsotnosti sodišču pogosto predsedoval njegov namestnik ali poročnik. Posadnik je moral biti na sodišču vedno prisoten. Brez posadnikove odobritve ni mogla biti sprejeta nobena sodna odločitev. Brez nje knez ni mogel odtujiti novgorodske zemlje niti izdajati zakone. Knez ni mogel imeti posesti v Novgorodu in ni mogel sam pobirati davkov iz novgorodskih dežel. Živel je od denarja, ki mu ga je dajalo mesto.
Po več rjadah knez ni mogel izročiti ali preganjati Novgorodca izven novgorodskega ozemlja. Knezi so imeli dve rezidenci, eno na tržnici, po Jaroslavu Modrem imenovano Jaroslavov dvor, in drugo, imenovano Rurikovo gradišče, nekaj kilometrov južno od tržne strani mesta.

### Upravna razdelitev
Upravna razdelitev Novgorodske republike ni dokončno znana. V osrednjem delu je bila razdeljena na več tisjač, na vzhodu in severu, pa na več volosti, ki so bile kolonizirane ali so samo plačevale davek. Mesto Novgorod in njegova okolica ter nekaj drugih mest niso spadali v nobeno od obeh kategorij. Pskov je v 13. stoletju dosegel neodvisnost od Novgoroda, potrjeno z Bolotovskim sporazumom iz leta 1348. Nekatera druga mesta so imela poseben status, ker so bila v skupni lasti Novgoroda in ene od sosednjih držav.

## Gospodarstvo
Gospodarstvo Novgorodske republike je vključevalo poljedelstvo in živinorejo. Novgorodski nadškofje, na primer, so gojili konje za novgorodsko vojsko. Razširjeni so bili tudi čebelarstvo in ribolov. V večini regij republike so bile tudi različne »industrije«, povezane s kmetijstvom. Na obali Finskega zaliva so kopali železovo rudo, medtem ko so bili Staraja Russa in drugi kraji znani po solinah. Velik pomen sta imela lan in hmelj. Podeželske pridelke, kot so čebelji vosek, med, ribe, mast, lan in hmelj ter krzno so prodajali na trgu in izvažali v druga ruska mesta ali v tujino.
Pravo novgorodsko bogastvo je izviralo iz trgovine s krznom. Mesto je bilo glavno trgovsko središče med Rusijo in severozahodno Evropo. Stalo je na severozahodnem koncu svilne ceste in vzhodnem koncu baltske trgovske mreže, ki jo je vzpostavila Hanzeatska liga. V novgorodskih severovzhodnih deželah, »deželi onstran portagov«, kot so jo imenovali v kronikah, je bilo območje, ki se je raztezalo severno od jezer Ladoga in Onega do Belega morja in vzhodno do Uralskega gorovja je bilo toliko krzna, da so srednjeveški potopisi govorili o »krznenih živalih, ki dežujejo z neba«. Novgorodski trgovci so trgovali s švedskimi, nemškimi in danskimi mesti. V zgodnjih letih so tudi sami pluli po Baltiku. Novgorodska prva kronika poroča o incidentih, v katerih so bili vključeni tudi novgorodski trgovci na Gotlandu in Danskem. Na Gotlandu so izkopali pravoslavne cerkve novgorodskih trgovcev, trgovci z Gotlanda pa so imeli v Novgorodu svojo cerkev svetega Olafa in trgovsko hišo. Hansa je izpodbijala pravico novgorodskih trgovcev, da samostojno opravljajo pomorsko trgovino in z lastnimi ladjami dostavljajo tovor v zahodnoevropska pristanišča. Iz zahodne Evrope je Novgorod uvažal srebro, tkanine, vino in slanike.
V obdobju pred letom 1420, ko Novgorod še ni koval svojega denarja, so bili v rabi tuji srebrniki.

## Družba
Več kot polovica vseh novgorodskih zasebnih zemljišč je bila do 14.–15. stoletja v posesti približno 30–40 plemiških bojarskih družin. Ta velika posestva so bila vir, ki je zagotavljal politično prevlado bojarjev. Njihov glavni tekmec glede zemljiških posesti je bila Hiša svete Sofije (rusko Дом святой Софии, Dom Svjatoj Sofii), glavna cerkvena ustanova v republiki. Njihove posesti so se nahajale v gospodarsko najbolj razvitih regijah republike. Znano je, da so bili jurjevski, arkaški, antonovski in nekateri drugi privilegirani samostani veliki zemljiški posestniki. Nekaj zemlje so imeli v lasti tako imenovani »živi ljudje« (rusko жити люди, žiti ljudi), vendar veliko manj kot bojarji, in nepriviligirani mali posestniki (rusko своеземцы, svojezemci). Za omenjene kategorije posestnikov je bila značilna najpogostejša oblika izkoriščanja delovne sile - sistem delništva (rusko половничество, polovičestvo). Njihova gospodarstva so servisirali večinoma sužnji (holopi), katerih število se je nenehno zmanjševalo. Ob delništvu so do 2. polovice 15. stoletja pomen pridobila tudi plačila v denarju.
Nekateri zgodovinarji trdijo, da so fevdalci poskušali pravno vezati kmete na svojo zemljo. Nekaterim kategorijam fevdalno odvisnih kmetov (starejši ljudje, delničarji, poročniki in dolžniki) je bila odvzeta pravica zapustiti svoje gospodarje. Bojarji in samostani so poskušali preprečiti zamenjavo fevdalcev tudi drugim kategorijam kmetov. Vse do poznega 16. stoletja so lahko kmetje zapustili svojo zemljo samo v jeseni v tednih pred in po dnevu sv. Jurija.
Marksistični znanstveniki, na primer Aleksander Horošev, so pogosto govorili o 
razrednem boju v Novgorodu. V republiki je bilo okoli 80 večjih uporov, ki so se pogosto sprevrgli v oborožene upore. Najvidnejši med njimi so se zgodili v letih 1136, 1207, 1228–29, 1270, 1418 in 1446–47. V kolikšni meri so ti temeljili na »razrednem boju«, ni jasno. Mnogi upori so izbruhnili med različnimi bojarskimi frakcijami ali, če je upor res vključeval kmete ali trgovce proti bojarjem, ni izbruhnil zato, da bi kmetje želeli strmoglaviti obstoječi družbeni red, ampak je šlo pogosteje za zahtevo po boljši vladavini vladajočega razreda. Zdi se, da v uporih nikoli ni bilo zahteve po ukinitvi funkcije kneza ali prevzemu oblasti v mestu.
V celotni zgodovini republike je bil vodja pravoslavne cerkve novgorodski nadškof. Finsko prebivalstvo republike je bilo v fazi pokristjanjevanja. Sredi 14. stoletja se je iz Pskova v Novgorod razširila sekta strigolnikov. Njeni člani so se odpovedali cerkveni hierarhiji, redovništvu in zakramentom duhovništva, obhajilu, kesanju in krstu. V drugi polovici 15. stoletja se je v Novgorodu pojavila še ena sekta, ki so jo njeni nasprotniki imenovali judovski heretiki, in je pozneje uživala podporo moskovskega dvora.

## Vojska
Podobno kot v drugih srednjeveških ruskih državah so novgorodsko vojsko sestavljali naborniki in knežje spremstvo (družina). V vojsko bi se lahko mobiliziralo vse svobodne Novgorodce, vendar je bilo število rekrutov odvisno od stopnje nevarnosti, s katero se je soočal Novgorod. Poklicne formacije so tvorile spremstvo nadškofa in uglednih bojarjev ter posadke trdnjav. Strelno orožje je bilo prvič omenjeno leta 1394. V 15. stoletju so začeli uporabljali trdnjavsko in ladijsko topništvo.

## Zunanje zadeve
V obdobju Kijevske Rusije je bil Novgorod trgovsko središče na severnem koncu trgovske poti »od Varjagov do Grkov« po Volgi in Dnepru. Po vodnih poteh so prevažali ogromno blaga in ga izmenjevali z lokalnimi novgorodskimi trgovci in drugimi trgovci. Gotlandski trgovci so ohranili trgovsko hišo Gotski dvor še dolgo v 12. stoletje. Pozneje so v Novgorodu ustanovili tudi trgovske hiše tudi nemški trgovci. Skandinavske kraljeve družine so se poročale z ruskimi knezi in kneginjami.

### Hansa, Švedska inLivonski red
Po veliki shizmi se je Novgorod od začetka 13. stoletja boril proti švedskim, danskim in nemškim križarjem. Med švedsko-novgorodskimi vojnami so Švedi vdrli v dežele, kjer je nekaj prebivalstva prej plačevalo davek Novgorodu. Nemci so poskušali osvojiti baltsko regijo že od konca 12. stoletja. Novgorod se je 26-krat vojskoval s Švedsko in 11-krat z Livonskimi brati meča. Nemški vitezi so skupaj z danskimi in švedskimi fevdalci v letih 1240–1242 izvedli vrsto neusklajenih napadov. Novgorodski viri omenjajo, da je bila švedska vojska poražena v bitki na Nevi leta 1240. Pohodi baltskih Nemcev so se končali s porazom v bitki na ledu leta 1242. Po ustanovitvi gradu Viborg leta 1293 so se Švedi utrdili v Kareliji. 12. avgusta 1323 sta Švedska in Novgorod v Nöteborgu podpisala sporazum, ki je prvič uredil mejo med državama.

### Invazija Mongolov in njene posledice
Novgorodska republika ni bila pod neposrednim udarom mongolske vojske. Bila je edina ruska kneževina, ki je mongolska vojska nikoli ni osvojila. Leta 1259 so v mesto prišli mongolski pobiralci davkov in popisovalci, kar je povzročilo politične nemire in prisililo Aleksandra Nevskega, da je kaznoval številne mestne uradnike z odrezanjem nosov, ker so se mu uprli kot velikemu knezu Vladimirja. On sam je bil namreč glavni kanov pobiralec davkov v Rusiji. V 14. stoletju so vpadi novgorodskih piratov ali uškujnikov sejali strah vse do Kazana in Astrahana ter pomagali Novgorodu v vojnah z Moskovijo.

## Kultura

### Umetnost in ikonografija
Novgorodska republika je slovela po visoki ravni kulture v primerjavi z drugimi ruskimi kneževinami, na primer s Suzdalom. Velika večina najpomembnejših umetnin iz tega obdobja, zlasti ikon, prihaja ravno iz Novgoroda. Visoka raven ustvarjalnosti je bila posledica cvetočega gospodarstva. Ikon niso naročali samo ugledni bojarji, ampak tudi bogati trgovci in obrtniki. Proti koncu 13. stoletja so si jih kahko privoščili tudi ne posebno bogati meščani. Slikali so jih tudi za izvoz. 
Znanstvenikom je doslej uspelo najti le malo ikon, naslikanih v Novgorodu od 12. do 14. stoletja. Najdene ikone kažejo mešanico tradicionalnega ruskega sloga, paleološko-bizantinskega sloga, pred tem opaznega v KIjevu, ter evropskega romanskega in gotskega sloga. Novgorodski umetniki in njihovo občinstvo so bili naklonjeni svetnikom, ki so zagotavljali zaščito, povezano predvsem z gospodarstvom. Prerok Elija je bil gospodar groma, ki je poskrbel za dež na kmečkih poljih. Sveti Jurij, sveti Blaž ter sveta Flor in Lavr so na neki način varovali polja ali živali in črede kmetov. Sveta Paraskeva Pjatnica in sveta Anastazija sta ščitili trgovino in trgovce. Sveti Nikolaj je bil zavetnik tesarjev in varoval popotnike in trpeče. Sveti Nikolaj in prerok Elija sta varovala tudi pred požari, ki so bili nekaj običajnega tako na poljih in v mestu.  Podobe teh svetnikov so bile priljubljene skozi celotno obdobje republike. V začetku 14. stoletja je v mestu postala pomembna nova ikona: Devica usmiljenja. Ta ikona spominja na prikazovanje Device Marije Andreju Konstantinopelskemu in Epifaniji. Marija na ikonah moli za človeštvo. Umetniško ustvarjanje v Novgorodu je uničila Moskva po letu 1478, ko se je po vsej Rusiji uveljavila enotnejša ikonografija.

### Arhitektura in ureditev mesta
Reka Volkhov je Novgorod delila na dve polovici. Trgovski del mesta z glavno tržnico je bil na enem bregu reke, stolnica sv. Sofije in starodavni kremelj pa na drugem. Stolnica in kremelj sta bila obdana s trdnim obzidjem. V Novgorodu in okolici je bilo veliko cerkva in samostanov. Mesto je imelo  30.000  prebivalcev in bilo prenaseljeno. Premožni meščani (bojari, obrtniki in trgovci) so živeli v velikih družinskih hišah znotraj mestnega obzidja, revni pa so se morali znajti. Ulice so bile tlakovane z lesom in opremljene z lesenim vodovodom, bizantinskim izumom za zaščito pred ognjem.
Na arhitekturo Novgoroda sta vplivala bizantinski slog, znan po velikih kupolah, in evropska romanika. Številne bogate družine so v mestu zgradile cerkve in samostane. V tem obdobju je delovalo približno 83 cerkva, ki so bile skoraj vse zgrajene iz kamna. V Novgorodski republiki sta obstajala dva vidna sloga cerkva. Ena vrsta cerkva je imela samo eno apsido s poševno (lopatasto) streho. Ta slog je bil v tistem obdobju standarden po vsej Rusiji. Cerkve, zgrajene v novgorodskem slogu, so imele tri apside s strehani z obokanimi zatrepi. Ta drugi slog je bil opazen predvsem v zgodnjih in zadnjih letih republike, da bi se izkazovala pred naraščajočo močjo Moskve. Notranjost cerkva je bila okrašena z ikonami, rezbarijami in slikami. Prva znana enodnevna votivna cerkev v Novgorodu je bila zgrajena leta 1390, da bi preprečila pandemijo. Več drugih je bilo v mestu zgrajenih do sredine 16. stoletja. Ker so bile zgrajene v enem dnevu, so bile lesene, majhne in preproste.

### Književnost in pismenost
Najzgodnejša zvrst književnosti v Novgorodu so bile kronike. Najstarejša je Novgorodska prva kronika. V 14. in 15. stoletju so se pojavili tudi drugi žanri: popotni dnevniki, kot je poročilo o potovanju Štefana Novgorodskega v Konstantinopel v trgovske namene, legende o lokalnih posadnikih in svetnikih ter novgorodskih vojnah in zmagah. Dogodki v številnih ruskih ustnih epskih pesmih – bilinah, se dogajajo prav v Novgorodu. Med njihovimi protagonisti sta trgovec in pustolovec Sadko ter pogumni Vasilij Buslajev.
Strokovnjaki na splošno menijo, da je imela Novgorodska republika nenavadno visoko stopnjo pismenosti za tisto obdobje. Arheologi so v mestih iz zgodnje Rusije našli več kot tisoč besedil, napisanih na brezovem lubju od 11. do 15. stoletja. Približno 950 teh besedil je bilo iz Novgoroda. Arheologi in znanstveniki ocenjujejo, da je neodkritih kar 20.000 podobnih besedil, veliko več pa jih je zgorelo v številnih požarih.
Besedila so pisali novgorodski državljani vseh družbenih razredov, od bojarjev do kmetov in obrtnikov do trgovcev. Veliko besedil so napisale tudi ženske. Na brezovem lubju so zapisani nabožni dokumenti, spisi mestnih nadškofov, poslovna sporočila vseh slojev in potopisi, zlasti z verskih romanj. Novgorodčani so pisali realistično in poslovno. Razen besedil na brezovem lubju so arheologi v Novgorodu našli tudi najstarejši ohranjeni ruski rokopis: tri voščene plošče s 67., 75. in 76. psalmom iz prve četrtine 11. stoletja.

## Opomba
1. ↑  I.D. Beljajev je v svoji "Zgodovini Velikega Novgoroda od antičnih časov do padca" (1866, str. 74-75) s primerjavo podatkov kronik in pogodbenih spisov ugotovil, da so se od 14. stoletja »živi ljudje« imenovali najboljši, najstarejši in najbogatejši trgovci. V 12. in 13. stoletju izraz »živi ljudje«  očitno še ni bil običajen. Prvič se je pojavil v listini novgorodskega kneza Vsevoloda Mstislaviča, dani cerkvi sv. Janeza Krstnika na Opokih okoli leta 1135.